# Ciénega de Arriba
Ciénega de Arriba är en ort i Mexiko.   Den ligger i kommunen Tabasco och delstaten Zacatecas, i den centrala delen av landet, 500 km nordväst om huvudstaden Mexico City. Ciénega de Arriba ligger 1 529 meter över havet och antalet invånare är 298.
Terrängen runt Ciénega de Arriba är kuperad åt nordost, men åt sydväst är den platt. Runt Ciénega de Arriba är det ganska tätbefolkat, med 54 invånare per kvadratkilometer. Närmaste större samhälle är Tabasco, 4,2 km söder om Ciénega de Arriba. I omgivningarna runt Ciénega de Arriba växer huvudsakligen savannskog.